# Instituto de Estudios e Investigación sobre Arabización
El Instituto de Estudios e Investigación sobre Arabización (árabe: معهد الدراسات والأبحاث للتعريب, francés: l'Institut d'études et de recherches pour l'arabisation o IERA) es un instituto dedicado a la arabización en Rabat, Marruecos creado por decreto el 14 de enero de 1960.

## Historia
En 1960, el gobierno marroquí creó el Instituto de Estudios e Investigación sobre Arabización en la Universidad Mohammed V para el desarrollo y modernización del árabe, con Lakhdar Ghazal como director. Su primer congreso se celebró en 1961 en Rabat. En 1967, la Liga Árabe encomendó al Instituto de Estudios e Investigación sobre Arabización la coordinación de los esfuerzos para enriquecer el árabe con el desarrollo de terminologías científicas y para estandarizar la arabización de tales conceptos en la región árabe.
En 1975, un convenio con el Ministerio de Educación de Marruecos y la UNESCO proporcionaron fondos para el proyecto tipográfico ASV Codar de Lakhdar Ghazal.
La administración del Primer Ministro Saadeddine Othmani hizo que el Instituto fuera parte de la Universidad Mohammed V en 2020. Este movimiento se produjo después de que surgiera una controversia por un intento de colocarlo junto con el Real Instituto de Cultura Amazigh (IRCAM) bajo el Consejo Nacional de las Lenguas y Culturas Marroquíes.